# Болцано
Болцано или Боцен (итал. Bolzano, ладин Bulsan/Balsan) град је у северној Италији. Болцано је други по величини и значају град покрајине Трентино-Јужни Тирол, као и управно средиште истоименог округа Болцано.
Болцано је управно, привредно и културно средиште Јужног Тирола, насељеног Италијанима и Немцима. Као такав град је средиште немачке националне мањине у Италији. Такође, Болцано је међународни град са универзитетом, европском академијом, аеродромом, позориштем и археолошким музејом о Ецију (Отзи, тело из ледника). Језици којим се служе становници: су италијански, немачки и ладински.
Као и цела покрајина Трентино-Јужни Тирол и Болцано је познат у држави као високо развијен град. По последњих проценама квалитета живота Болцано је на другом месту у целој Италији, одмах поред суседног Трента.

## Географија
Болцано се налази у крајње северном делу Италије. Од престонице Рима град је удаљен 660 km северно, а од Трента, 60 km северно.

### Рељеф
Болцано се налази у јужном делу алпског предела, у делу са високим Алпима ( Доломити). Град се сместио на стратешки важном месту, где се долина реке Изарко спаја са долином реке Адиђе. Болцано је окружен са већине страна високим алпским планинама.

### Клима
Клима у Болцану је континентална клима са значајним утицајем планинске климе. Стога су зиме знатно оштрије, а лета блажа него у јужним деловима Италије.

### Воде
Град се сместио у близини ушћа реке Изарко у већу реку Адиђе. Кроз градско језгро протиче позната река Изарко, свега 2-3 km пре ушћа.

## Историја
Подручје Болцана било је насељено још у време праисторије. Римљани освајају ово подручје у 1. веку п. н. е. и оснивају мање насеље на овом месту.
На почетку средњег века дошло је до масовног досељавања германског становништва у са севера. С тим у вези град убрзо пада под утицај баварских владара. Убрзо се насеље јавља као тргвиште и временом прераста у градић. Крајем средњег века Болцано прелази у руке Хабзбурговаца, под којима ће бити све до 20. века. Крајем овог дугог раздобља град ће бити укључен у крунску покрајину Тирол.
У Првом светском рату десиле су се овде веома важне промене. Тада је јужно од града било поприште исцрпљујућих борби између војски Италије и Аустроугарске. После рата, Споразумом у Сен Жермену из 1919. јужни део крунске покрајине Тирол са Болцаном је придодан Италији. Са овим је није било сагласно становништво северне половине области, насељене Немцима (за разлику од јужним, италијанских“ делова). У току фашистичке владавине (1922-1943) јужни Тирол, тада назван као покрајина Венеција-Тридентина, био је предмет насилне италијанизације. По договору између Хитлера и Мусолинија целокупно немачко становништво требало је бити расељено на „новоприсаједињена“ подручја Трећег рајха. Међутим, пропаст и једне и друге стране на крају Другог светског рата омела је овај план.
Првим италијанским послератним уставом била је предвиђена аутономија за тада именовану покрајину Трентино-Алто Адиђе, која је укључивала и Болцано, али је спровођење овога било слабо и стално одлагано. Ово питање је заоштрило односе између Италије и Аустрије до мере да је било изнесено пред Уједињене нације 1960. године. У покрајини се међу месним Немцима јавио јак сецесионистички покрет, који је јак и данас. Болцано се јавио као средиште овог покрета, као и свих других активности немачке националне мањине у Италији. У међувремену је аутономија покрајине заживела, што је довело до њеног наглог развоја. Данас се покрајина Трентино-Јужни Тирол сматра италијанском покрајином са највишим квалитетом живота, а Болцано и Тренто су италијански градови са највишим квалитетом живота.

## Становништво
Према резултатима пописа становништва 2011. у општини је живело 102.575 становника.
| 1931.  | 1936.  | 1951.  | 1961.  | 1971.   | 1981.   | 1991.  | 2001.  | 2011.   |
| ------ | ------ | ------ | ------ | ------- | ------- | ------ | ------ | ------- |
| 37.351 | 45.505 | 70.898 | 88.799 | 105.757 | 105.180 | 98.158 | 94.989 | 102.575 |

Године 2008.. Болцано је имала нешто преко 100.000 становника, што је 3 пута више него пре једног века. Болцано има и знатно приградско подручје, са којим броји дупло више становника.

### Етничка слика
Болцано је историјски гледано био немачки град. Међутим, У току фашистичке владавине (1922-43.) Болцано је био предмет насилне италијанизације, која се огледала у масовном насељавању италијанског становништва са југа земље. Због тога етнички Италијани данас чине већинско становништво у граду (око 70%), док су остатак Немци, Ладини и имигранти. За разлику од града околина Болцана је и даље већински насељена Немцима. Болцано данас има и значајан удео имигрантског становништва. 94% становника су грађани Италије. Осталих 6% су досељеници из свих крајева свега, али највише са Балкана.

### Службени језици
Језици којим се служе становници Болцана су италијански (73,0%), немачки (26,3%) и ладински (0,7%).

## Партнерски градови
- Ла Паз
- Маратеа
- Шопрон
- Дахау

## Галерија
- Градска катедрала
- Једна од старих градских палата
- Зграда железничке станице